# När änglar faller
När änglar faller (originaltitel: Falling Angels) är en historisk roman skriven av Tracy Chevalier år 2001, utgiven på svenska 2003. Boken, som utspelar sig i London under 1900-talets första årtionde, belyser ett Storbritannien i förändring efter drottning Victorias död 1901. Boken behandlar ämnen som klass, abort, kvinnors rättigheter, och religion. Berättarperspektivet skiftar mellan en rad karaktärer, men handlingen är främst centrerad kring två medelklassfamiljer vars döttrar blir bästa vänner efter att ha upptäckt att familjernas gravplatser ligger bredvid varandra.